# Algoso
Algoso (także Weed Patch) – obszar niemunicypalny w Kern County, w Kalifornii (Stany Zjednoczone), na wysokości 131 m.